# Abram Milejkowski
Abram Gierasimowicz Milejkowski (ros. Абрам Герасимович Милейковский; ur. 2 stycznia?/15 stycznia 1911 w Mińsku, zm. 12 stycznia 1995 w Moskwie) – radziecki ekonomista marksistowski, członek korespondent Akademii Nauk ZSRR (od 1966), akademik Akademii Nauk ZSRR (od 1981), akademik Rosyjskiej Akademii Nauk (od 1991). Pochowany na Cmentarzu Trojekurowskim w Moskwie.

## Prace
Przekłady na język polski
- Aleksiej Bielakow, Fiodor Burłacki, Jurij Melwil, Abram Milejkowski, Sołomon Wygodzki, i in.: Podstawy marksizmu-leninizmu: podręcznik (Tyt. oryg.: Osnovy marksizma-leninizma). Pod redakcją Otto Kuusinena, tłumacz Regina Hekker i in.. Warszawa: Książka i Wiedza, 1960. Brak numerów stron w książce